# Lachenalia
Lachenalia eller Papegojhyacintsläktet  är ett släkte av sparrisväxter med omkring 65 arter. Lachenalia ingår i familjen sparrisväxter. De flesta växer naturligt i södra Afrika. Några få odlas som krukväxter i Sverige.

## Bildgalleri

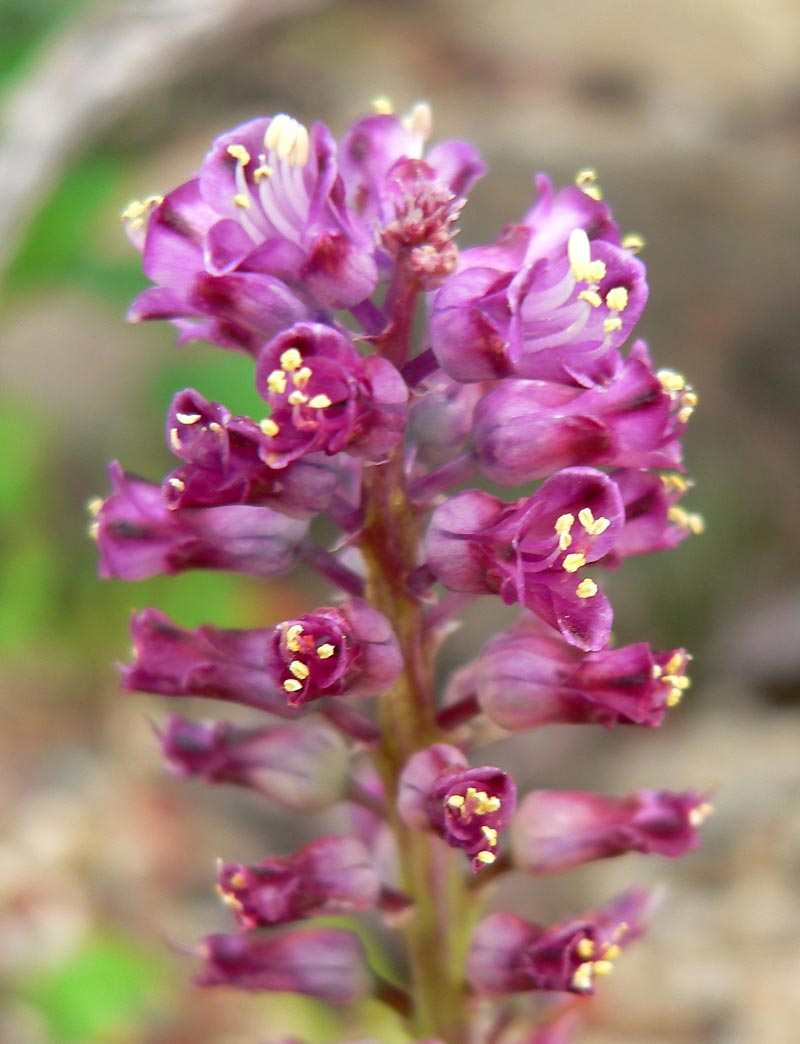
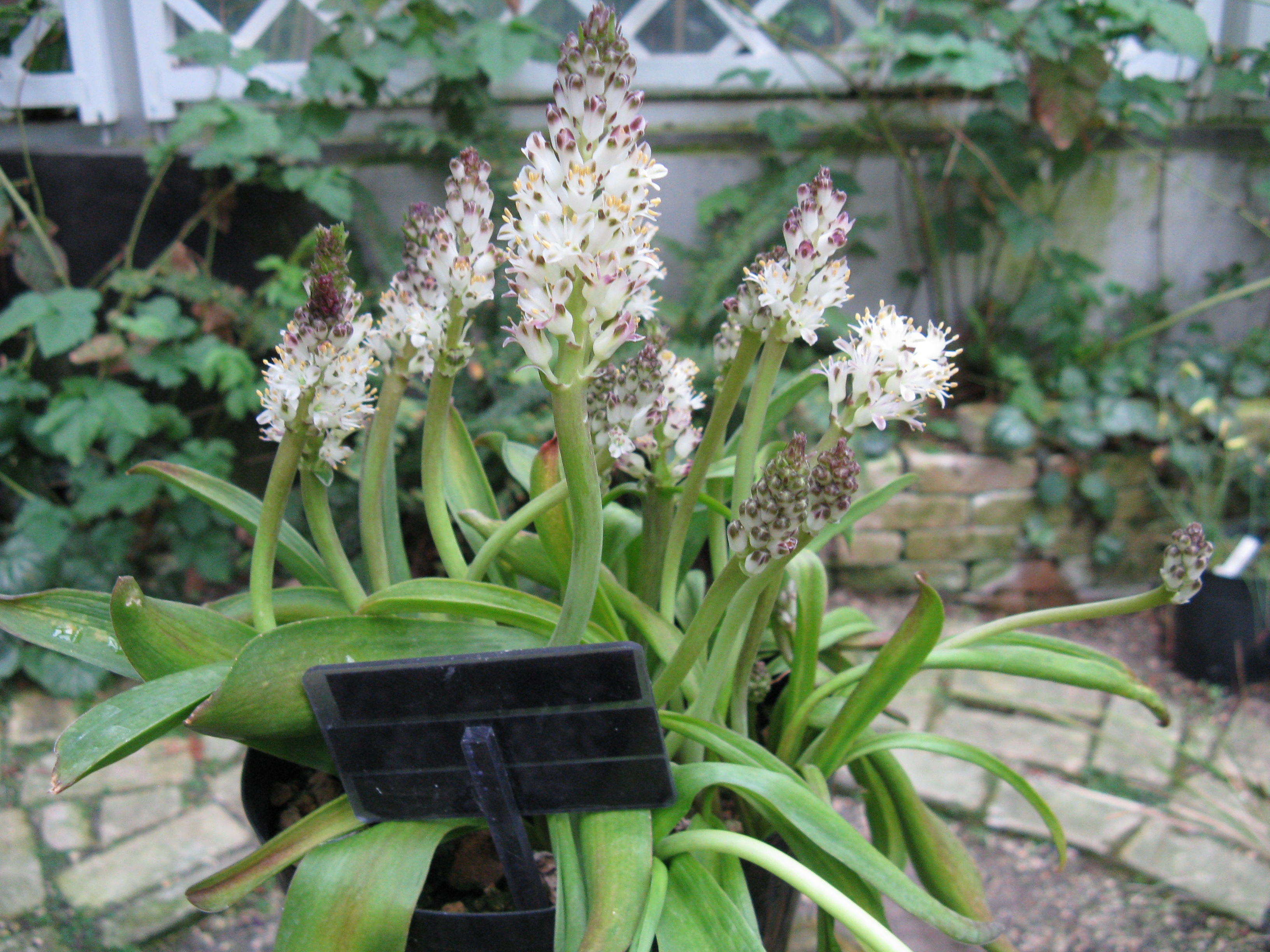
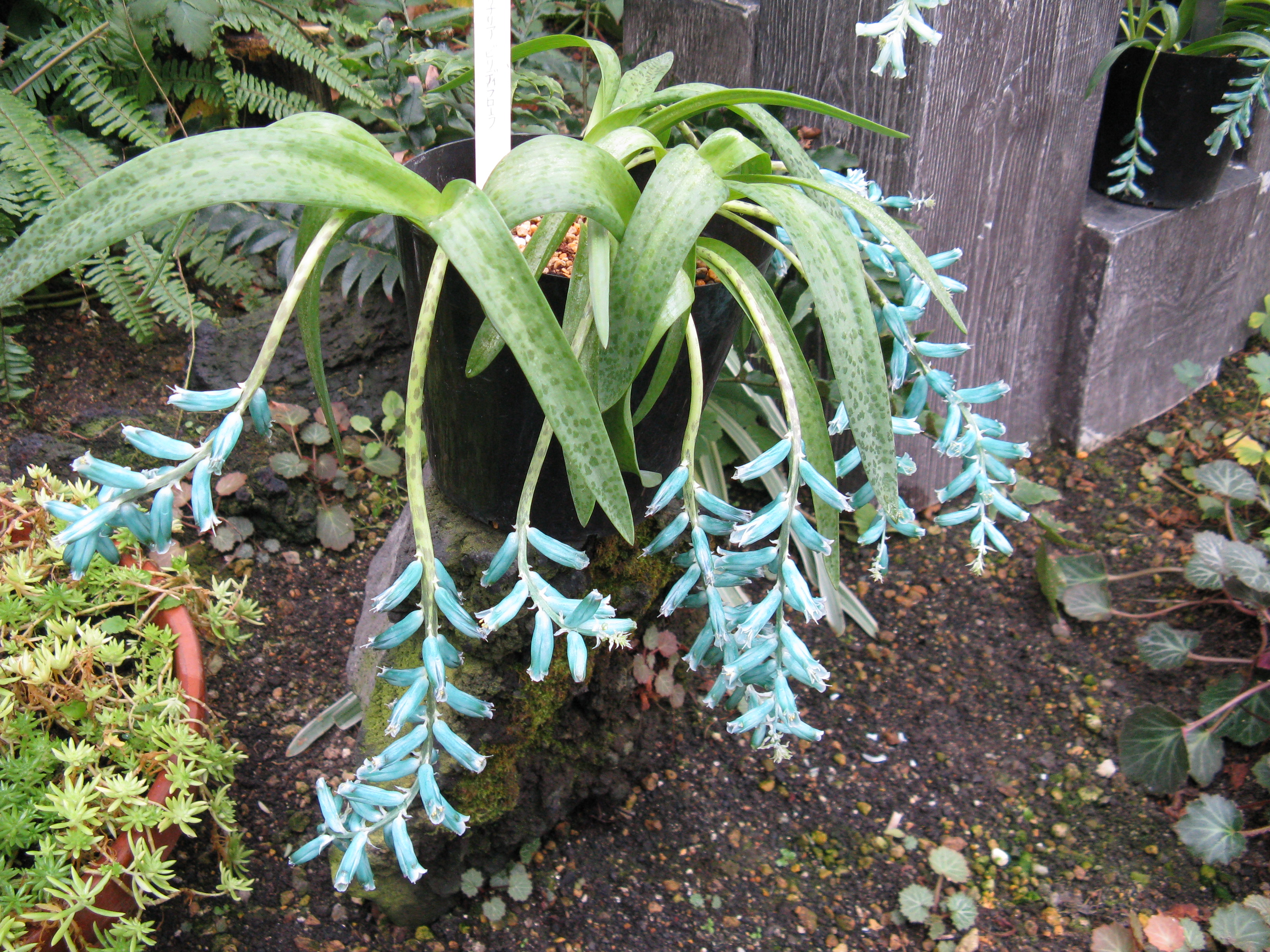

## Dottertaxa tillLachenalia, i alfabetisk ordning[1]
- Lachenalia alba
- Lachenalia algoensis
- Lachenalia aloides
- Lachenalia ameliae
- Lachenalia angelica
- Lachenalia anguinea
- Lachenalia arbuthnotiae
- Lachenalia attenuata
- Lachenalia aurioliae
- Lachenalia bachmannii
- Lachenalia barkeriana
- Lachenalia bolusii
- Lachenalia bowkeri
- Lachenalia buchubergensis
- Lachenalia bulbifera
- Lachenalia campanulata
- Lachenalia capensis
- Lachenalia carnosa
- Lachenalia cernua
- Lachenalia comptonii
- Lachenalia concordiana
- Lachenalia congesta
- Lachenalia contaminata
- Lachenalia convallarioides
- Lachenalia corymbosa
- Lachenalia dasybotrya
- Lachenalia dehoopensis
- Lachenalia doleritica
- Lachenalia duncanii
- Lachenalia elegans
- Lachenalia ensifolia
- Lachenalia esterhuysenae
- Lachenalia fistulosa
- Lachenalia framesii
- Lachenalia giessii
- Lachenalia gillettii
- Lachenalia glaucophylla
- Lachenalia haarlemensis
- Lachenalia hirta
- Lachenalia inconspicua
- Lachenalia isopetala
- Lachenalia juncifolia
- Lachenalia karooica
- Lachenalia klinghardtiana
- Lachenalia kliprandensis
- Lachenalia lactosa
- Lachenalia latimerae
- Lachenalia leipoldtii
- Lachenalia leomontana
- Lachenalia liliiflora
- Lachenalia longibracteata
- Lachenalia longituba
- Lachenalia lutea
- Lachenalia lutzeyeri
- Lachenalia macgregoriorum
- Lachenalia margaretae
- Lachenalia marginata
- Lachenalia marlothii
- Lachenalia martinae
- Lachenalia mathewsii
- Lachenalia maughanii
- Lachenalia maximiliani
- Lachenalia mediana
- Lachenalia minima
- Lachenalia moniliformis
- Lachenalia montana
- Lachenalia muirii
- Lachenalia multifolia
- Lachenalia mutabilis
- Lachenalia namaquensis
- Lachenalia namibiensis
- Lachenalia nardousbergensis
- Lachenalia neilii
- Lachenalia nervosa
- Lachenalia nutans
- Lachenalia obscura
- Lachenalia orchioides
- Lachenalia orthopetala
- Lachenalia pallida
- Lachenalia patula
- Lachenalia paucifolia
- Lachenalia pearsonii
- Lachenalia peersii
- Lachenalia perryae
- Lachenalia physocaulos
- Lachenalia polyphylla
- Lachenalia polypodantha
- Lachenalia punctata
- Lachenalia purpureocaerulea
- Lachenalia pusilla
- Lachenalia pustulata
- Lachenalia reflexa
- Lachenalia rosea
- Lachenalia rubida
- Lachenalia salteri
- Lachenalia sargeantii
- Lachenalia schelpei
- Lachenalia splendida
- Lachenalia stayneri
- Lachenalia thomasiae
- Lachenalia trichophylla
- Lachenalia undulata
- Lachenalia unicolor
- Lachenalia unifolia
- Lachenalia valeriae
- Lachenalia variegata
- Lachenalia ventricosa
- Lachenalia verticillata
- Lachenalia whitehillensis
- Lachenalia violacea
- Lachenalia viridiflora
- Lachenalia xerophila
- Lachenalia youngii
- Lachenalia zebrina
- Lachenalia zeyheri